# Outlaw in 'Em
是荷蘭男歌手韋倫的歌曲，單曲於2018年3月3日透過華納音樂發行，收錄於韋倫第5張錄音室專輯《The World Can Wait》中。歌曲由吉姆·比弗斯、韋倫和Ilya Toshinskiy製作。歌曲透過內部決定的方式代表荷蘭參加在葡萄牙里斯本舉辦的2018年歐洲歌唱大賽。最終以121分獲得比賽第18名。

## 歐洲歌唱大賽

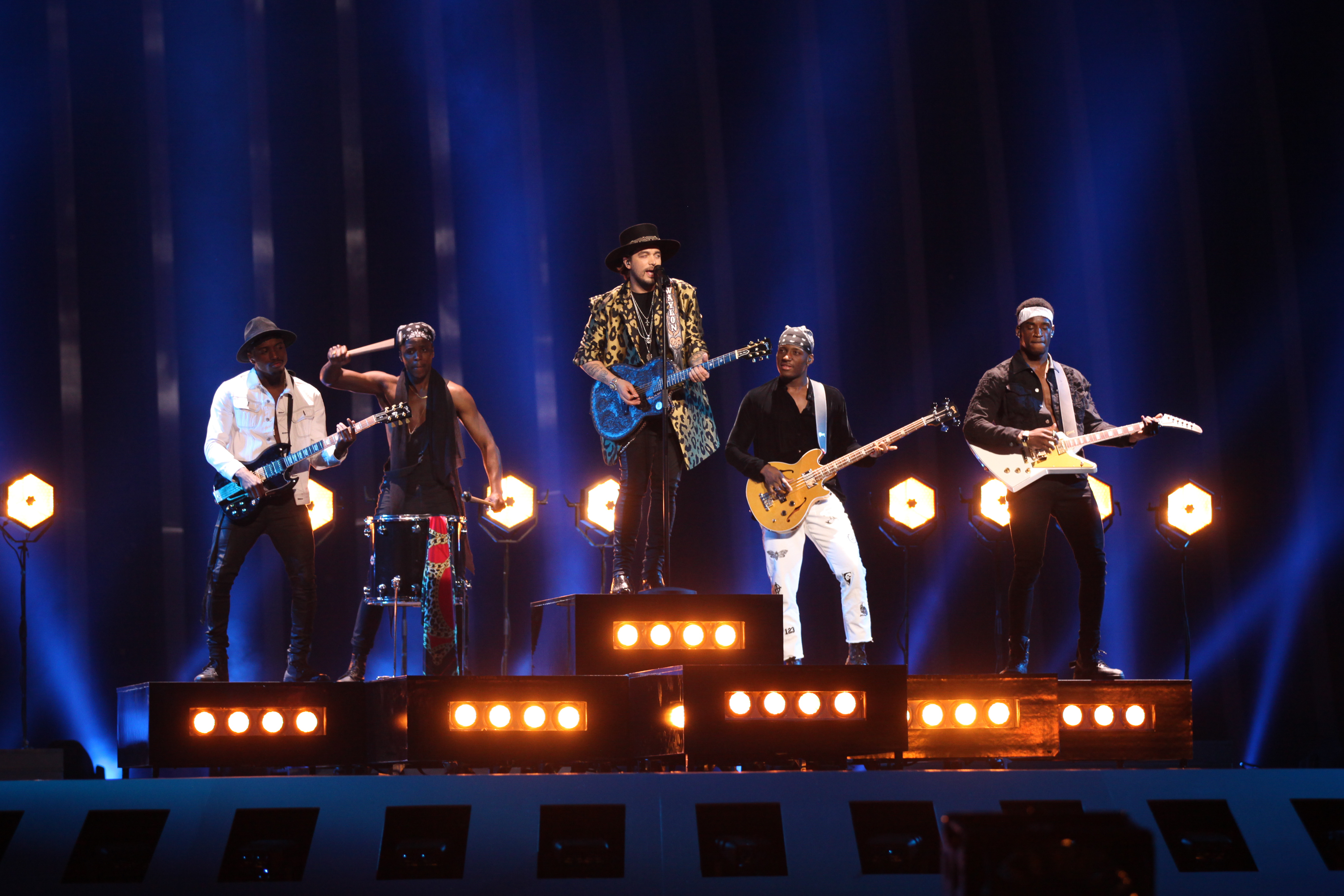
Waylon在2018年歐洲歌唱大賽

2017年11月9日，AVROTROS宣布韋倫將代表荷蘭參加2018年歐洲歌唱大賽。在此之前，韋倫與伊茜·狄蘭吉組成的團體赤胸朱顶雀组合曾經以暴風雨後的寧靜一曲獲得2014年歐洲歌唱大賽亞軍。
於2018年3月2日發布，配合專輯《The World Can Wait》宣傳，韋倫在荷蘭節目《De Wereld Draait Door》共演唱了5首專輯收錄歌曲。
經過「半決賽分配抽籤」，被安排在5月10日的第二場半決賽（Semi-final 2）。最後韋倫以174分的成績成功進入決賽。在決賽，以評審得分89分，觀眾得分32分，合計得分121分獲得2018年歐洲歌唱大賽第18名。

## 曲目
| 數位音樂下載 | 數位音樂下載  | 數位音樂下載 |
| 曲序         | 曲目          | 时长         |
| ------------ | ------------- | ------------ |
| 1.           | Outlaw In 'Em | 2:56         |

## 榜單表現
| 排行榜（2018年）                     | 排名 |
| ------------------------------------ | ---- |
| 比利时佛兰德（Ultratop五十強單曲榜） | 40   |
| 荷蘭（荷蘭四十強單曲榜）             | 37   |
| 荷蘭（荷蘭百大單曲榜）               | 40   |
| 蘇格蘭（官方榜單公司單曲榜）         | 74   |
| 瑞典（瑞典每周熱歌榜）               | 2    |
| 英國（官方榜單公司下載榜）           | 70   |